# Pi2 Octantis
Título a ser usado para criar uma ligação interna é Pi2 Octantis.
Pi2 Octantis (22 Octantis) é uma estrela na direção da constelação de Octans. Possui uma ascensão reta de 15h 04m 46.96s e uma declinação de −83° 02′ 17.8″. Sua magnitude aparente é igual a 5.65. Considerando sua distância de 1734 anos-luz em relação à Terra, sua magnitude absoluta é igual a −2.98. Pertence à classe espectral G8Ib.